# Museu Tàpies
El Museu Tàpies, abans Fundació Antoni Tàpies, és un museu i centre cultural situat a l'antiga seu de l'editorial Montaner i Simon, al carrer d'Aragó, 255 de Barcelona. Està dedicat principalment a la vida i l'obra del pintor català Antoni Tàpies (1923-2012) i va ser fundat pel mateix artista el 1984 amb el nom de Fundació Antoni Tàpies, amb la idea de crear un centre per a l'estudi i la promoció de l'art contemporani. Compta amb més de 300 obres originals, donades pel mateix pintor i per Teresa Tàpies i va obrir les portes el mes de juny de 1990. A més de les exposicions permanents dedicades al pintor barceloní, el museu realitza nombroses exposicions temporals que abasten tots els gèneres artístics. També disposa d'un club d'amics de la fundació, els Amics de la Fundació Antoni Tàpies.

## Història
La fundació es va constituir legalment com a tal el mes de novembre de 1984, mesos després que Antoni Tàpies visités per primera vegada l'edifici que seria la seva seu, propietat de l'Ajuntament de Barcelona. El 1987 es va signar un conveni on s'estipulava que l'Ajuntament s'ocuparia de les despeses de restauració del mateix i cedia l'espai a la fundació. Institucions com la Generalitat de Catalunya i el Ministeri de Cultura Espanyol també van assumir part de la inversió necessària, sobretot les de nivell museogràfic.
Entre els anys 1987 i 1990 va ser reformat pels arquitectes Roser Amadó i Lluís Domènech i Girbau, i Tàpies va realitzar l'escultura Núvol i cadira, que actualment corona la façana. El 1997 va ser declarat monument històric.
El 2008 va tancar per obres de remodelació a càrrec dels arquitectes Iñaki Ábalos i Renata Sentkiewicz, per adequar-lo a les normes actuals d'accessibilitat i més llum i suficiència energètica, i va obrir les portes de nou el 3 de març de 2010 amb l'exposició Tàpies. Els llocs de l'art. En aquesta ocasió, l'obra estrella fou l'escultura Mitjó, situada a la terrassa. Aquest era un vell projecte de Tàpies, encarregat el 1992 per l'Ajuntament de Barcelona per a decorar la Sala Oval del Palau Nacional de Montjuïc, seu del MNAC. L'artista projectà una escultura en forma de mitjó, de 18 m d'alçada; segons ell, la seva significació era la d'un humil mitjó a l'interior del qual es proposa la meditació i amb el que vull representar la importància en l'ordre còsmic de les coses petites". Malgrat tot, a causa del rebuig popular al projecte i a l'oposició de la Generalitat de Catalunya, l'obra finalment no es dugué a terme. Tot i així, anys més tard l'artista reprengué el projecte, que llavors passà a una versió reduïda de 2,75 m.

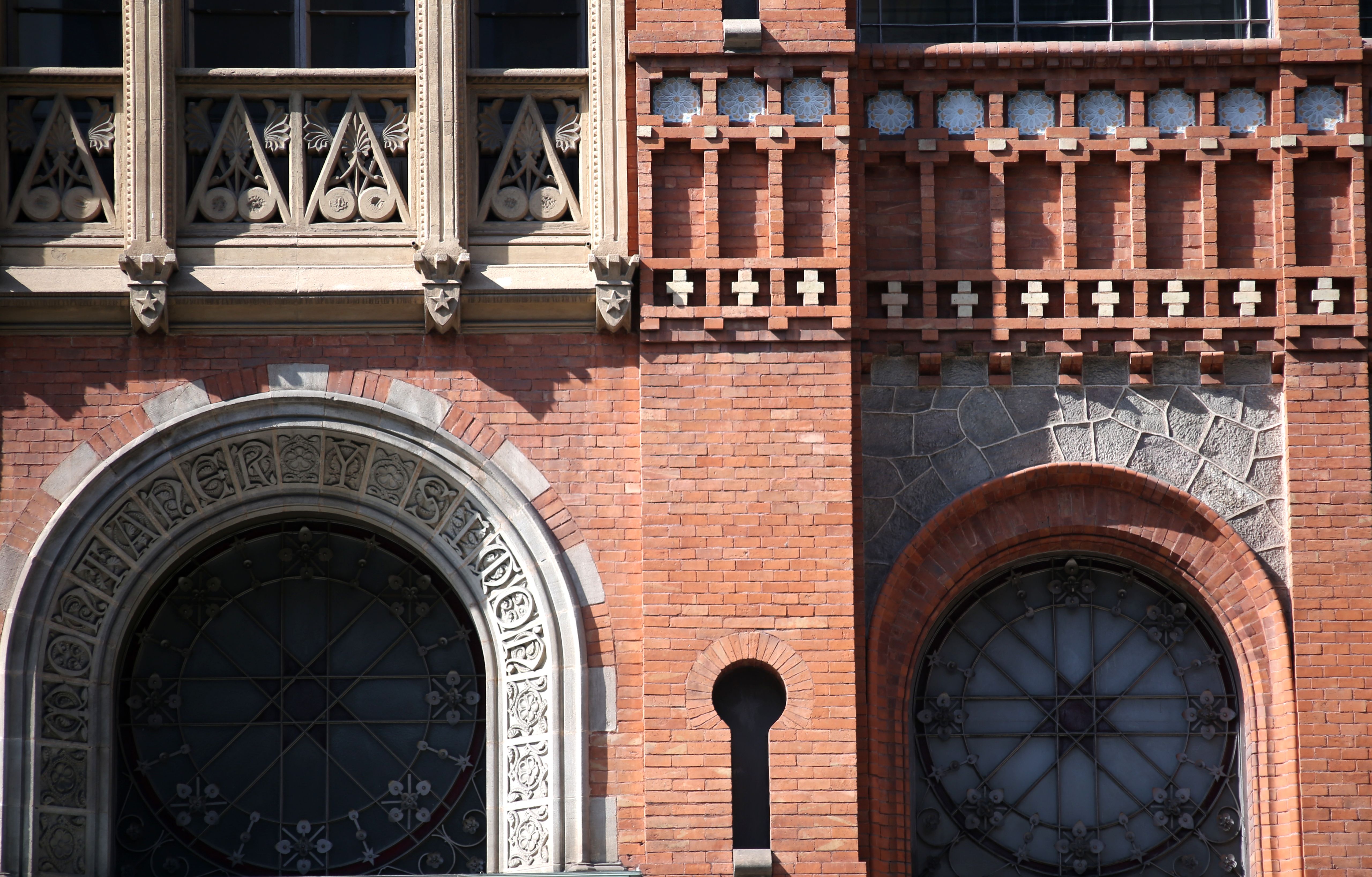
Part central de la façana
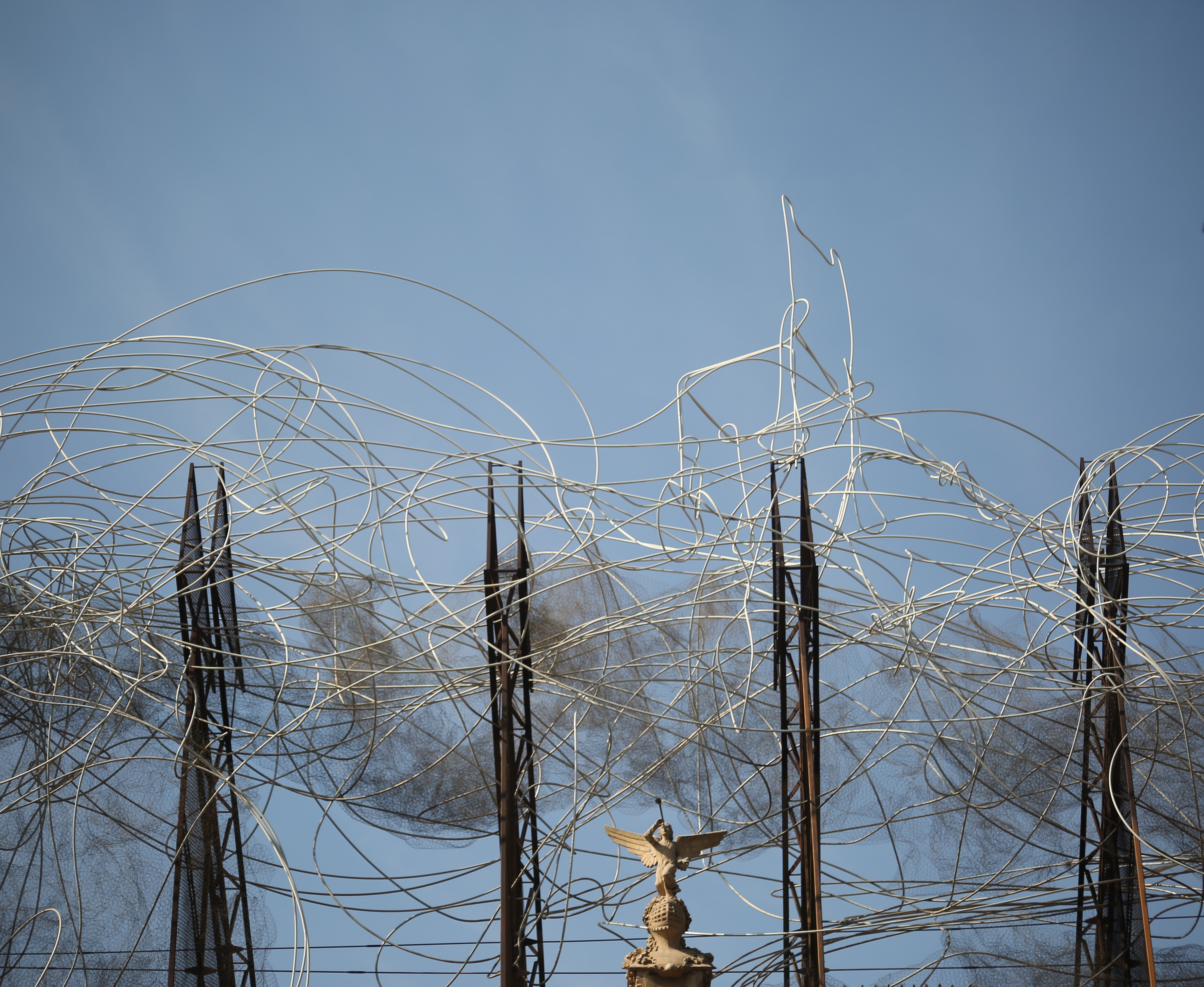
Antoni Tàpies. Núvol i cadira

## Directors
El seu primer director va ser Manuel Borja-Villel (1990-1998), seguit de Núria Enguita (1998-2008), Laurence Rassel (2008-2015), Carles Guerra (2008-2019). Des de la tardor de 2023 n'és la directora Imma Prieto, impulsora del canvi de denominació pública de Fundació per Museu per tal d'assenyalar que «un museu o un centre d'art avui ha de ser un espai que genera coneixement i activa l'esperit crític».

## Col·lecció
La col·lecció mostra l'evolució de l'artista des dels anys 40 del segle xx fins a l'actualitat. El seu fons reuneix més de 800 obres, entre les quals es troben escultures, pintures, gravats, dibuixos i llibres de bibliòfil. Cada any l'artista donava una obra a la fundació per anar enriquint el fons.

### Obres destacades
- Zoom, 1946
- Porta metàl·lica i violí, 1956
- Matèria en forma de peu, 1965
- Palla i fusta, 1969
- Armari, 1973
- Taronja sobre decorat de teatre, 1978
- 1/2, 2003
- Dues cadires, 2009[10]
- Mitjó, 2010

## Exposicions temporals
Les exposicions temporals de la fundació es divideixen en dos tipus, les que mostren artistes contemporanis o històrics i les que profunditzen sobre un aspecte en concret de l'obra de Tàpies. Un exemple d'aquest tipus són les exposicions d’Antoni Tàpies en les seves diverses vessants: des de les grans obres matèriques fins als vernissos (Comunicació sobre el mur, Celebració de la mel) passant pel dibuix, el collage i el grattage (El tatuatge i el cos), els cartells (Els cartells de Tàpies i l'esfera pública), els llibres d’artista (Escriptura material. Llibres), l’obra més política (Biografia política), la seva relació amb les arts escèniques (Teatre) o la més recent dedicada als gravats (L’àcid és el meu ganivet). També cal destacar les presentacions periòdiques de la col·lecció que han posat en relleu la riquesa de materials i suports amb què va treballar (Objectes, Certeses sentides, entre d'altres). Han passat per la fundació artistes com Ibon Aranberri, Merce Cunningham, James Coleman, Louise Bourgeois o Hans Haacke, entre d'altres.

## Biblioteca
La biblioteca, ubicada a l'antic magatzem de l'editorial, és especialitzada en art modern i contemporani. Compta també amb una important secció dedicada a l'estudi de la cultura i l'art asiàtics, africà i oceànic. Recull el fons més extens sobre l'obra d'Antoni Tàpies: monografies, catàlegs d'exposicions, invitacions, articles de premsa i material d'arxiu divers.
Va ser inaugurada el juny de 1990 amb un fons inicial de més de 5.000 volums procedents de la donació de la biblioteca particular d'Antoni Tàpies.
El fons actual el constitueixen més de 55.000 volums. Disposa, a més, de 560 títols de publicacions periòdiques i una col·lecció d'audiovisuals amb més de 800 títols.
Les col·leccions inclouen llibres sobre pintura, escultura, dibuix, gravat, arquitectura, disseny, arts decoratives, performance, fotografia, cinema i vídeo, així com les arts emergents més recents.

## Col·laboracions
La Fundació té establerts diversos marcs de col·laboració amb altres entitats museístiques, universitats i centres de coneixement, com el Museu Serralves, el Witte de With, el Museu Reina Sofia, La Casa Encendida o la Universitat Politècnica de València, entre d'altres.

## Patronat[calcitació]
- Antoni Tàpies Puig, Patró fundador †
- Ferran Rodés, President (des de 2022)[12][13]
- Teresa Barba Fàbregas, Vicepresidenta
- Manuel J. Borja-Villel
- Carles Castells i Oliveras
- Àlex Nogueras de Ugarte
- Antoni Tàpies Barba
- Clara Tàpies Barba
- Miquel Tàpies Barba †
- Teresa Tàpies Domènech
- Elsa Ibar i Torras, representant de la Generalitat de Catalunya
- Marta Clari i Padrós, representant de l'Ajuntament de Barcelona
- Raimon Bergós i Civit, Secretari no patró